# 더 마리나 토치
더 마리나 토치 또는 더 두바이 토치 또는 더 토치는 아랍에미리트 두바이 두바이 마리나에 위치한 초고층 주거 마천루이다. 이 건물은 2011년에 오스트레일리아 골드코스트에 위치한 Q1을 뛰어넘고 한때 세계에서 가장 높은 주거용 건물이 되었다.

## 역사
2007년에 착공하여 2011년 5월에 준공되었다. 2015년 2월 21일 오전 2시에 건물에서 화재가 발생했다. 2016년 7월 두바이 당국은 건물 허가의 관점에서 화재 당시 손상된 피복관의 전면 외관 개조를 승인했다. 비계가 세워지고 건축 작업이 시작되었다. 이 기간 동안 토치의 수영장 시설은 안전 문제의 위험 때문에 주로 폐쇄되었다. 2016년 10월 다시 재개 될 것으로 예상된다. 2017년 8월 4일 현지 시간으로 오전 1시에 건물에서 중대한 화재가 발생했다. 그 원인은 처음에는 알려지지 않았다. 비디오는 파편이 땅에 떨어지고 두 번째 화재가 아래 거리에서 시작되는 것을 보여주었다. 민방위 관리들은 부상 당하지 않고 건물을 성공적으로 철수 시켰으며 화재를 통제했다.

## 갤러리

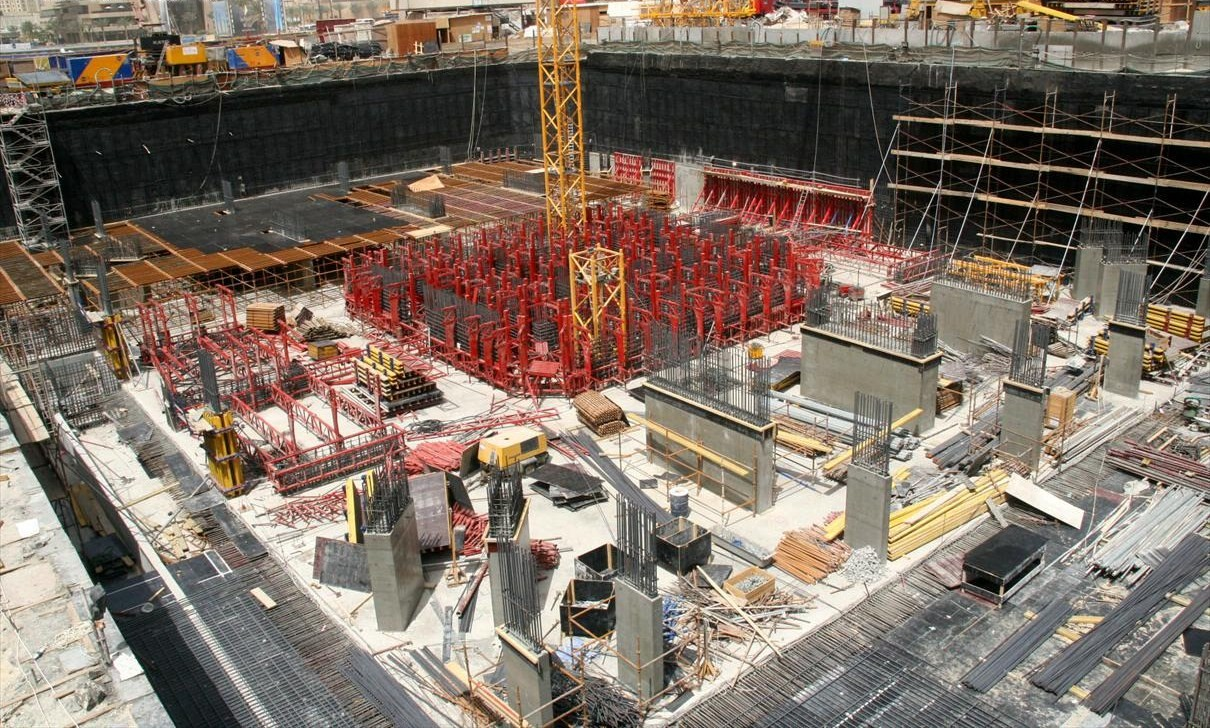
2007년 5월 18일
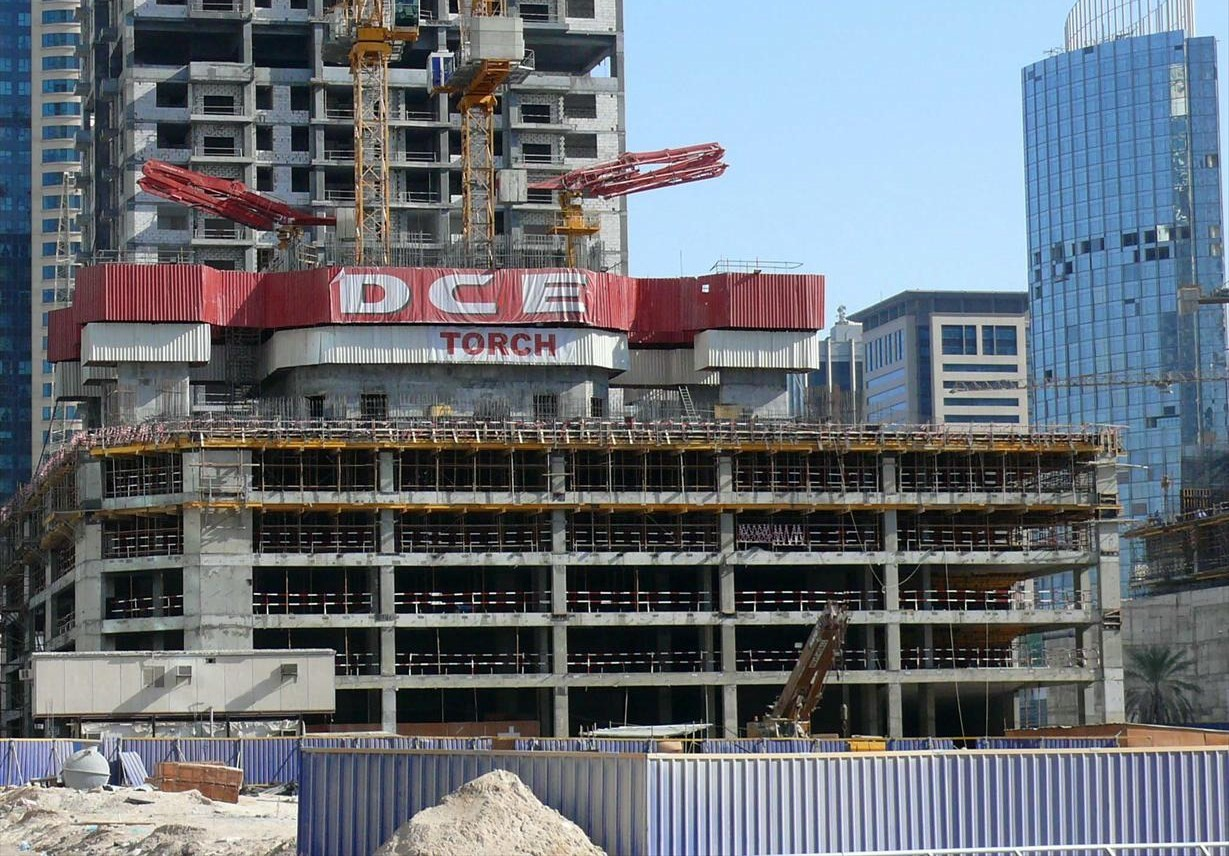
2007년 12월 20일

## 같이 보기
- 아랍에미리트의 마천루 목록
- 두바이의 마천루 목록